# Walenty Borowski
Walenty Borowski (ur. ok. 1768 koło Góry Kalwarii w woj. warszawskim, zm. ?) – major WP dowódca pułku w bitwach napoleońskich,
Urodzony w rodzinie Borowskich o bogatych tradycjach szlacheckich zamieszkałej koło Góry Kalwarii w woj. warszawskim,
Walczył w stopniu podporucznika jako dowódca oddziału powstaniu kościuszkowskim 1794.
Po powstaniu, by uniknąć zsyłki na Syberię, emigrował z Warszawy w r. 1796. Nie mając funduszów, przybył do Paryża 28 października 1796 r. prawie całą drogę pieszo. Początkowo był podejrzany i uważany za wybitnego emisariusza rosyjskiego. Zwolniony po przesłuchaniu przez ministra spraw zagranicznych, ruszył pieszo do Mediolanu, gdzie gen. Jan Henryk Dąbrowski zaczynał formować Legiony Polskie. Wobec zupełnego braku oficerów w początkach formacji, stał się nieocenionym pomocnikiem Dąbrowskiego. Przy pierwszych też nominacjach 23 stycznia 1797 awansował na kapitana strzelców.
Odbył kampanie: 1797 r. (Wenecja), 1798-9 (St Leo, Rzym. Po krwawej bitwie nad Trebbią (17-19 czerwca 1799 r.), 15 lipca 1799 awansował go Dąbrowski na majora, (ale bez etatu, tak że nadal w rzeczywistości był kapitanem).
W kampanii jesiennej 1799 dowodził strzelcami Bosco 24 października, Nov 6 listopada 1799 r. Przy reorganizacji Legii, w r. 1800 popadł w Marsylii w zatarg z gen. Dąbrowskim na tle awansu. Zamierzał przejść do służby francuskiej, lub ożenić się, w końcu, ostro wyraziwszy żale, zażądał dymisji. Dąbrowski, po nieudanych próbach zatrzymania go, skreślił go z listy oficerskiej. Dymisję odebrał w pół roku po jej złożeniu, w momencie, gdy legioniści oblegali Peschierę w grudniu 1800 r.
Gdy chciał powrócić do wojska, miejsce jego było zajęte, a Dąbrowski był urażony.
W lipcu 1801 opuścił służbę wojskową. Skorzystał jednak ze swojej popularności i opinii gorącego patrioty i przy nowej reorganizacji został wybrany 22 grudnia 1801 r. na kapitana oddziału. 3. półbrygady polskiej- byłej Legii naddunajskiej. Na S. Domingo z nią nie pojechał. Przypuszczalnie był wtedy na urlopie w kraju. Ponieważ zaś liczono mu potem kampanię 1805 r., (Austerlitz), 1806 r.(Jena), musiał w tych latach mieć przydział do któregoś ze sztabów francuskich. W maju 1807 r. został mianowany szefem batalionu 9. p. p. Księstwa Warszawskiego (A. Sułkowskiego). Wkrótce został odznaczony Krzyżem Kawalerskim Virtuti Militari. W sierpniu 1808 ruszył wraz z pułkiem do Hiszpanii. Tu wśród walk (Almonacid, Acana, 1809 r.) Gdy w bitwie pod Almonacid, pułk stracił swych najwyższych oficerów, Walenty Borowski, mający za sobą legionową przeszłość i duże doświadczenie wojskowe, awansował na majora (zastępcę dowódcy) 7. p. p. i w 1810 r. i został dowódcą 2 batalionu: Został 8 sierpnia1810 szefem batalionu w 9. pułku. Jako major. w 7. p., dowodził od listopada 1810 do przybycia płk. Tremo z końcem października 1811 r. W Hiszpanii; w marcu 1812 ruszył na wyprawę moskiewską (Czaśniki, Smolany, Berezyna).
W lipcu 1813 resztki pułku zostały wcielone w Wittenberdze do 4. p. p. W korpusie gen. Dąbrowskiego dzielił jego losy do bitwy lipskiej (16-19 października 1813 r.) Podany został do Legii honorowej. Służył i walczył aż do upadku Napoleona.

## Literatura dodatkowa
- Jan Zbigniew Pachoński: Borowski Walenty. W: Polski Słownik Biograficzny. T. 2: Beyzym Jan – Brownsford Marja. Kraków: Polska Akademia Umiejętności – Skład Główny w Księgarniach Gebethnera i Wolffa, 1936, s. 350–351. Reprint: Zakład Narodowy im. Ossolińskich, Kraków 1989, ISBN 83-04-03291-0